# Aglutinativni jezici
Aglutinativni jezici oni su jezici u kojima se riječi formiraju kombiniranjem morfema. Ovaj je izraz u znanost uveo Wilhelm von Humboldt 1836. da bi klasificirao jezike po morfologiji. Naziv je izveden od latinskog glagola agglutinare, što znači „slijepiti“.
Aglutinativni jezik vrsta je sintetičkog jezika gdje svaki dodatak predstavlja jedinicu značenja (kao deminutiv, prošlo vrijeme, množinu i slično), dok se osnova riječi ne mijenja. Ovi se dodaci (afiksi) ne spajaju s drugim afiksima, niti mijenjaju njihovo značenje.
Sintetički jezici koji nisu aglutinativni nazivaju se flektivni ili fuzijski jezici. Kod njih se afiksi kombiniraju i nose više značenja. Recimo, u španjolskoj riječi comí (jeo sam), sufiks -í znači indikativ, prošlo vrijeme i prvo lice jednine.
Primjeri:
- Finska riječ taloissani »u mojim kućama« analizira se ovako: talo (»kuća«) + i (množina) + ssa (inesivni padež, »u«) + ni (označava pripadnost prvom licu jednine, »moj«)
- Mađarski jezik poštuje isti princip: ház (»kuća«) → házam (»moja kuća«) → házaim (»moje kuće«) → házaimban (»u mojim kućama«)
- Turski: ev (»kuća«) → evler (»kuće«) → evlerim (»moje kuće«) → evlerimde (»u mojim kućama«)
- Japanski: samukunakattadeshôka »ne bješe tako hladno kao sada, zar ne?« analizira se na ovaj način: samui (»hladno«) + kunai (negacija) + katta (prošlo vrijeme) + deshô (kondicional) + ka (označava pitanje)

Razlika između aglutinativnih i fuzijskih jezika obično nije velika. Malobrojni su jezici čisto aglutinativni ili fuzijski. Većina jezika naginje na jednu ili drugu stranu. Po tvorbi riječi, i njemački i nizozemski jezik podsjećaju na aglutinativne jezike, ali njemački po deklinaciji ne. U nekim aglutinativnim jezicima određene glasovne promjene, kao što su asimilacija ili sinkopa, mogu dovesti i do stapanja afiksa s osnovom. Na primjer, japanski atta (bio je, postojao je) ili yonda (čitao je) nastali su stapanjem glagolskih osnova ari i yomi s pomoćnim glagolom ta koji izražava prošlost.
Dobri su primjeri aglutinativnih jezika baskijski, turski, čečenski, dravidski jezici, uralski jezici (finski, estonski, mađarski), japanski, korejski, inuktitut, svahili, esperanto, neki jezici američkih domorodaca i klingonski. Druge primjere nalazimo u ranoj povijesti Bliskog istoka: elamitski jezik, urartski jezik, hetitski jezik, sumerski jezik.
Ukratko, aglutinativni jezici imaju velik broj afiksa/morfema po riječi i jako su pravilni. Na primjer, japanski jezik ima samo tri nepravilna glagola, turski jezik samo jedan, a u esperantu (koji je umjetan jezik) svi su glagoli pravilni.